# Lithiumsulfide
Lithiumsulfide is het lithiumzout van waterstofsulfide, met als brutoformule Li2S. De stof komt voor als een geel-wit hygroscopisch kristallijn poeder, dat goed oplosbaar is in water. Bij contact met zuren treedt hydrolyse op tot het stinkende en giftige waterstofsulfide:
{\displaystyle {\ce {Li2S + 2H+ -> H2S + 2Li+}}}

## Synthese
Lithiumsulfide kan bereid worden door reactie van elementair lithium en zwavel in watervrije ammoniak:
{\displaystyle {\ce {2Li + S -> Li2S}}}

## Kristalstructuur
Lithiumsulfide kristalliseert uit in een kubische kristalstructuur. Het behoort tot ruimtegroep Fm3m.

## Toepassingen
Lithiumsulfide wordt aangewend in lithium-zwavel-accu's.